# Castelo de Machara
O Castelo de Machara é um castelo na vila de Machara, município de Gulripshi, na República Autónoma da Abecásia, na Geórgia. O castelo foi construído na Idade Média. As muralhas do castelo encontram-se em mau estado e necessitam de uma conservação urgente.